# 八叠球菌属
八叠球菌属為梭菌目梭菌科的一属革兰氏阳性菌。在环境中分布广泛，通常从哺乳动物的肠道和谷物的种子中分离而得。此属的模式种为胃八叠球菌(Sarcina ventriculi)。
现接受名为梭菌属（Clostridium Prazmowski, 1880）。

## 下属物种
本属包括以下物种：
- 最大八叠球菌 Sarcina maxima Lindner 1888
- 胃八叠球菌 Sarcina ventriculi Goodsir 1842